# El Caracol (Michoacán)
El Caracol es una localidad inmersa en la comarca montañosa conocida como "Sierra de Mil Cumbres" en el municipio de Hidalgo, estado de Michoacán. 
Se localiza 66 kilómetros al sureste de Morelia, capital de Michoacán, a una altitud aproximada de 2.400 metros, con montañas que sobrepasan los 2.800 metros sobre el nivel del mar.

## Etimología
El lugar era conocido en la época prehispánica como "Lugar de gusanos" en lengua nativa.

## Historia
Es un antiguo pueblo fue fundado por familias españolas en el siglo XVI, su nombre original es San Isidro El Caracol. En 1810 durante a guerra de independencia varias familias españolas migraron a El Caracol con el motivo de encontrar refugio.
En 1888 fue elevada al rango de Tenencia y tuvo disputas territoriales con Zinapécuaro y Villa Hidalgo.
En junio de 1925 gente de El Caracol emigró y formó una nueva comunidad a cuatro kilómetros de distancia llamándola San Antonio Villalongín.
La construcción del camino, Mil cumbres - El Caracol se inició en 1938 y se terminó en 1944.

## Economía local
Se dedica mayoritariamente a la agricultura, ganadería y silvicultura.

## Cultura
Sus fiestas tradicionales son: 
- Durante la Semana Santa la representación de la última cena y las tres caídas (Crucifixión de Cristo)
- El 15 de mayo día dedicado a San Isidro Labrador en esta fecha se realiza una procesión por todo el pueblo, con la cual se pide a Dios buen temporal para las cosechas. Este santo es el Patrón del lugar.
- El 16 de julio es el día consagrado a la Virgen del Carmen también considerada como patrona del pueblo.
- El 20 de diciembre la fiesta de la Virgen grande.